# Netezza
Netezza, seit 2020 IBM Netezza, war eine Datenbankplattform, die ursprünglich von Netezza Corporation entwickelt wurde. Sie wurde in erster Linie für die Verarbeitung großer Datenmengen (Big Data) und Data Warehousing verwendet. Die Technologie von Netezza zeichnete sich durch ihre Leistungsfähigkeit und ihre Fähigkeit aus, komplexe Abfragen in Echtzeit zu verarbeiten.
Eine der bemerkenswertesten Eigenschaften von Netezza war die Verwendung von Hardware-beschleunigten Datenbanktechnologien. Die Plattform kombinierte Massenspeicherlaufwerke mit FPGA (Field Programmable Gate Array)-Beschleunigern, um Abfragen in einer parallelen und effizienten Weise zu verarbeiten.
Durch die Kombination von Hardware- und Softwareoptimierungen konnte Netezza enorme Datenmengen schnell analysieren und wurde daher von Unternehmen bevorzugt, die große Datenmengen in Echtzeit verarbeiten mussten, wie beispielsweise in den Bereichen Finanzen, Telekommunikation, Einzelhandel und Gesundheitswesen.